# Sudyłków
Sudyłków (ukr. Судилків, Sudyłkiw) – wieś na Ukrainie, w obwodzie chmielnickim, w rejonie szepetowskim, siedziba hromady.
Znajduje się tu stacja kolejowa Sudyłków, położona na linii Kijów – Brześć.
Prywatna wieś szlachecka, położona w województwie wołyńskim, w 1739 roku należała do klucza Szepetówka Lubomirskich. Pod rozbiorami siedziba gminy Sudyłków w powiecie zasławskim guberni wołyńskiej.

## Zabytki
- zamek – pod koniec XIX w. w Sudyłkowie znajdowały się pozostałości dawnego zamku, otoczone wałem. Zamek położony był nad drogą przy wjeździe do miasteczka od strony Połonnego[2].
- pałac – obiekt wzniesiony w latach 70.–80. XVIII w.[3] przez Jana Grocholskiego w stylu francuskiego rokoko[3] spłonął w 1859 r. Podczas pobytu Tadeusza Jerzego Steckiego w Sudyłkowie pałac nie posiadał dachu. Ocalałe z pożaru meble, obrazy przedstawiające członków rodu Grocholskich oraz prawie cała biblioteka znajdowały się w budynku gospodarczym[3]. Obok pięknego pałacu Grocholski wybudował mała pałacową kapliczkę[2].

Anna z Chodkiewiczów, matka Ksawerego oraz Mieczysława Pruszyńskich pisała o Sudyłkowie:

Rodzina mojego ojca – Chodkiewiczów – pochodziła z Białorusi, ale w czasach, które pamiętam, utraciła już Raducz w Mohylewszczyźnie, a po powstaniu w 1863 uległ ostatecznie konfiskacie Sudyłków Grocholskich na Wołyniu, którego moja babka po mieczu, Aleksandrowa Chodkiewiczowa była współdziedziczką.